# 菊竹六鼓

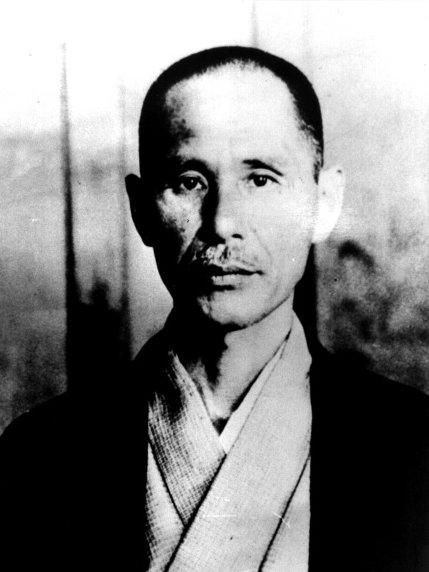
菊竹六鼓

菊竹 六鼓（きくたけ ろっこ、男性、1880年1月25日 - 1937年7月21日）は、福岡県出身のジャーナリスト。五・一五事件に際し、福岡日日新聞の紙上で軍部批判・憲政擁護の論陣を張ったことで知られる。六鼓（六皷）は号で、本名は淳（すなお）。兄に政治家の菊竹博之がいる。

## 論客として

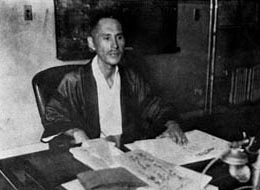
編集長として執務する菊竹六鼓。この時代（大正-昭和初期）には新聞人はすでに洋装であったが、菊竹はただ1人公私ともに和装を貫いた

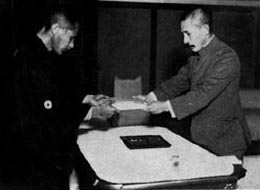
五・一五事件が起きる4ヶ月前の昭和7年1月、皇道派のカリスマ荒木貞夫陸軍大臣（写真右）に社を代表して軍への慰問金を渡す菊竹六鼓。　五・一五事件までは必ずしも反軍ばかりの論者ではなかった菊竹六鼓である。

菊竹六鼓の論説は、昭和初期に軍が議会制民主主義をないがしろにした日本近代政治史の転換点において、一貫してメディアを通して戦う姿勢を見せたものであった。その代表は、大正期から護憲運動の擁護者で軍備縮小を進めた犬養首相を暗殺した五・一五事件についての論説であり、全国の大手新聞社が軒並み軍部支持の記事を掲げ、世論を軍国主義へ誘導し、あるいは軍国主義世論に迎合する中でのものであった。この論説は、国民と政治・マスメディアの関係に対し強い警鐘を鳴らすものであり、軍部を激しく攻撃し軍人の政治関与に警告をあびせた論調は、大手新聞社でただ1社福岡日日新聞のみであった。この姿勢は、軍からの脅迫にも似た圧力に屈することなく自由民権の精神を貫いたものといえ、マスメディアのあるべき姿として今に至るまで高く評価されている。

## 生涯
菊竹六鼓（本名：淳）は、1880年（明治13年）、福岡県生葉郡福益村（現・うきは市吉井町）に生まれた。淳は2歳の時に骨髄炎を患い、手術の失敗のために歩行が不自由となった。生家は代々造り酒屋も兼ねる大地主であるばかりか、祖父の代に庄屋も務めた地域の名家でもあり、淳が生まれたときには素封家であった。ところが21歳年上の兄博之が若くして自由民権運動に参加し、政治的同志の選挙応援に力をそそぐなど、政治活動に多大な財産を費やしてしまった。そのため、博之が村長として特筆すべき政治を行ったにもかかわらず、菊竹家は財産を失った。淳は中学明善校（現・福岡県立明善高等学校）を卒業後、山口高等学校への進学を希望したものの、博之の散財で家運の傾いていた菊竹家には、当時私学より高額な授業料を要した官学に進学させる余裕はなかった。そのため、淳は私学の中でも学費が安く修業年限が短い東京専門学校（現・早稲田大学）英語政治科に進むこととなった。しかしながら、兄や兄の政治仲間である野田卯太郎らの自由民権の政治思想は淳にも大きな影響を与えた。1903年に同校を卒業した淳は、野田卯太郎の口添えを得て、自由党系紙であった福岡日日新聞社（現在の西日本新聞社の前身）に入社した。福岡日日新聞社は九州では最有力の新聞社であり、早くから自由民権を唱え、憲政を重んじていた。まもなく11歳の踏切番の少女山崎お栄が自分の命と引き換えに通行人の命を救った事故に関する論説「理想の死」で注目を浴びると、淳はその後も「六鼓」の号で論説を発表し続けた。そして、異例の速さで出世をとげ、1911年31歳で編集局長となり、のちに主筆となった。
1932年（昭和7年）5月15日、犬養毅首相が陸海軍将校に殺害される（五・一五事件）と、六鼓は社説「首相兇手に斃る」（5月16日夕刊）および「敢えて国民の覚悟を促す」（5月17日）を記し、軍部とファシズムを痛烈に批判した。これら論説に対し久留米に師団司令部を置く第十二師団の将校たちは反軍的だとして憤激。福岡日日新聞の師団司令部への取材は拒絶され、久留米支局長だった北島磯次が師団司令部にたびたび呼び出される事態となった。また在郷軍人による不買運動も呼びかけられ、本社上空には軍用機が旋回飛行さられるなど、新聞社にさまざまな恫喝が加えられた。しかし六鼓は、紙面において「騒擾事件と輿論」（5月19日）、「当面の重大問題」（5月20日）、そして「憲政の価値」（5月21日）などの論陣を張った。五・一五事件一周年を迎えた際には、社説「憲政かファッショか」（1933年5月16日）を記し、ファシズム批判・議会政治擁護の主張を行った。このように六鼓は、憲政を擁護し自由民権を訴え、軍人の政治参加を攻撃する論説を発表し続けた。さらに六鼓は、五・一五事件の1年後に久留米・第24旅団長になった東条英機（太平洋戦争開戦時の首相、この時点では陸軍少将）とも対立した。
1935年に六鼓は福岡日日新聞社副社長となり、1937年（昭和12年）結核のため死去。満57歳。

## 人物
日露戦争中にもかかわらず、一少女お栄を激賞する論説「理想の死」を1面トップに掲げた六鼓は、サーカス団の少女が馬に草をやる光景をみながら（当時のサーカス団には身売りされてきた少女が多かった）少女の生い立ちを想像し、かわいそうに思う弱きものに優しい性格であった。
論説「理想の死」では読者から賞賛を浴びた六鼓であるが、同年のポーツマス条約締結では、世論、新聞界がこぞって条約反対に沸き返る中、条約賛成の論説を発表して各方面からの批判の的となったこともあり、廃娼の論説を張ったときにはそれを資金源とする暴力団とも対立したこともあった。
反軍の論説で知られる菊竹であるが、大正デモクラシーのなかで軍が弱い立場にいるときには、逆に軍擁護の論説も張っていた。論説「小学校における飲酒」では小学校校内での酒宴で女性教師は男性教師に酌をするのが当然、酔って羽目をはずすのは当たり前と言った現代ではもちろん、六鼓の時代でも首を傾げざるを得ない論調もあり、六鼓は良くも悪くも世論や強きものには屈せず、反骨を貫いた新聞人であった。

## 評価

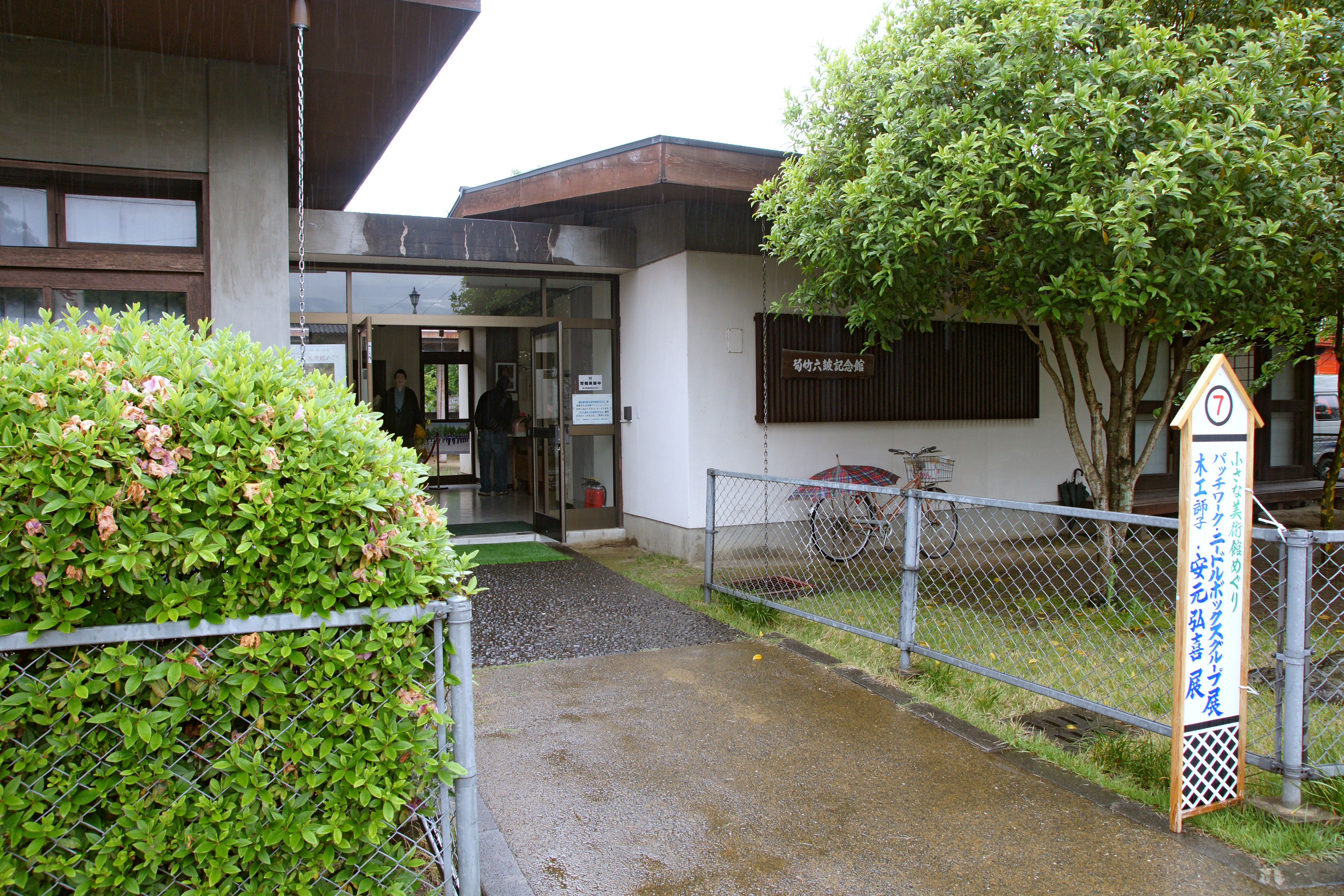
菊竹六鼓記念館

福岡日日新聞社の後身である西日本新聞社は、同社の編集綱領第一項に掲げる「言論の自由と独立を守り報道の公正、真実を貫く」にて六鼓精神の継承を誓っているとしている。世界新聞協会が選ぶ「世界の報道人百人」に日本人として日本新聞協会が推薦した2人のジャーナリストの1人である（もう1人は大阪朝日新聞の長谷川如是閑）。
1963年、郷土のうきは市吉井町に、菊竹六皷顕彰会によって「菊竹六皷記念館」が建設されている
。
1963年に放送されたRKB毎日放送「風に叛く樹」は菊竹六鼓を描いたテレビドラマであり、脚本の木村栄文は昭和38年度の文化庁芸術祭奨励賞を受賞した。

## 論説
菊竹六鼓の主要な論説は 木村栄文 編著『六鼓菊竹淳-論説・手記・評伝』葦書房、1975年、また、福岡日日新聞全紙は国会図書館にて閲覧できる。
以下に菊竹の代表的な論説3点を挙げる。
『理想の死』

花の下にて春死するも理想の死なるべし。巌頭に所感を書して飛瀑に投ずる（藤村操のこと、転記者但書）も理想の死なるべし。されど、かくの如きのいわゆる理想の死なるものは、世を棄て世に棄てられたる、要もなき望みもなき出家者流の蟲のよき注文のみ、宇宙と人生と社会と人間とを誤解悲観したる末の自暴のみ。風流はあらん、同情は価いするべけんも、光輝ある尊敬すべき理想の死にはあらず。社会は空想にあらず実際なり。人生は素見（ひやかし）にあらずして真面目なる一大目的を有す。この真面目なる人間の実際社会における理想の死とは、正にその本務に斃れ、職務に殉ずるものならざるべからず。人、必ずも寿命ならずして死するも須いず、ただ高尚優婉なる理想に生くべきのみ。然れども死せば、願わくば理想の死を死なむ。
吾人に突如としてこの言あるは他なし。吾人は眼前のわが福岡において、近く四日以前において、光輝ある崇高なる理想の死を見たればなり。鉄道踏切りの一少女お栄によって示されたる一例が、吾人を感激することのあまりに劇しければなり。そも少女お栄とは誰れ、しかして彼女は如何にして死したるか。請う、少時事実の概要を語らしめよ。
少女お栄は福岡市外堅粕村松園の鉄道踏切に旗振りを務めとする山崎某の次女に生れたり。かれが高崇なる死の実例を示したる六月十七日は、あたかも少女の母某が病死後三七日（みなのか、21日法要、転記者但書）の仏事を営みし日とて、父と姉とは仏前に参じてあらず、すなわち今年わずか十一の少女お栄は健気にも紅白の旗採りて、その日信号の務めに就きたるなり。
同日、午後6時35分、篠栗行列車が黒煙をあげて進み来たりとき、少女は驚けり、線路に通行する人あると認めたり。かかるとき人と列車とに注意し警戒するは、正に少女が父と姉の当面の職務なりしなり。しかして、父と姉とにかわりてそのつとめにつきたりし少女が双肩の重任なりしなり。
彼女は呼べリ、旗十字に振りたてて呼べリ、列車来たる！列車来たる！危険なり避けよ避けよと大声に呼べリ。しかれども何事ぞ、人はなお知らざるのごとし。列車は容赦なく轣轆として来る。今は猶予すべきにあらず、少女はたまりかね身を躍らして第三踏切より第四踏切に進み行けり。旗振りたてつつ小さき声を振り絞りつつ、大胆にも進み行きたるなり。列車来たる、危険なり避けよ避けよと旗振りたてつつ、小さき声を振り絞りつつ進み行きたるなり。
少女は人を危険より救わんとして、身の人よりもなおさらに危難に瀕せるを忘れたりしなり。否な、彼女は自己の危難を念とするにはあまりにも職務に忠実なりしなり、あまりに人を救わんとするに急なりしなり。皇天に謝す。彼女が最後の一声はついに一人を惨死より救えり。しかれども何事ぞ、彼女は遂に職務に斃れぬ。行先長き彼女は、わずかに十一年の生涯をもってその生命を未来に移せり。吾人が筆を心悸に震わしつつ。一篇、理想の死と題して世人に紹介せんとする少女お栄が高崇なる死の顛末はかくの如し。
吾人は、かつて英文読本において、少女ケートの伝を読んで小さき胸を躍らせたることあり（近頃の小学読本にも其訳文ありと聞けり）。しかしてこの読本を有する国民を羨みしことあり。しかれども、今やさらに心悸の劇するを覚えつつ、眼前の事実をとってわが福岡県人とともに世人に誇りうるを悦ぶ。
可憐なる一少女お栄を有したることは、永遠にわが福岡県民の誇りなり。
広瀬中佐を出さざりしことは決して福岡県民の恥辱にあらず。東郷大将をださざりしことは決して、福岡県民絶大の恨事にはあらず。しかれども一少女お栄を出したりしことは福岡県民の永遠の誇りなり、名誉なり。

嗚呼、少女お栄！　記者不幸にして口唇韻なく、襟懐また詩なし。晦渋の筆ついにこの一大文章一大詩篇を眼前にして、これを美化し、詩化し、賛美謳歌するあたわざるを憾む。—菊竹六鼓、福岡日日新聞  明治38年6月22日刊
『首相兇手に斃(たお)る』

陸海軍人の不逞なる一団に襲われたる犬養首相は、国民が、この不祥なる事件の発生を知るや知らざるうちに、遽然として逝去した。真に哀悼痛惜に堪えざるところである。
もし当代政治家中、識見高邁、時局の艱難を担当する実力のある士を求めば、おそらくは首相の右に出づるものはなかったであろう。過去五十年間政界に馳駆して、民権の伸暢に尽瘁し、いわゆる憲政の神様をもって称せられたる首相の政治的閲歴は、今さら喋々するまでもない。しかも老巧首相のごとくにして清節一片の汚点を印することなく、近来政界の腐敗に対して、ファッショ運動等の説を聞くにいたるや、率先して政党自身また七分の責任を負わざるべからざるを公言し、政党自ら相戒めて、改革の実を挙げなければならぬ、と力説高唱し、その一端として来たるべき議会に、選挙法の改正を断行せざるべからず、と大いに意気ごみつつありたるに徴すれば、もし真に皇国のために、政治の改革振作を希望するものならば、まず首相のごとき政治家に、その全責任を負荷せしむるの当然であることを知るはずである。しかもその政治家を虐殺するにいたっては、かれらは、真に政治の改革を望むものにあらずして、自家の政治的野心を遂げんがためにする一妄動であると断ずるのほかはない。
乏しい報道が、なお明白に伝うるごとく、老首相は、事の危急を告げて他に避難せんことを勧告せるものに対し、かれらは将校であるといえば大いに談論してその誤解を解かなければならぬ、と自らすすんでかれらに面会している。のみならず、ひとたび致命の重傷を受けて病床に横たわりながらも、なお邦家のために、兇行者に会談せんことをねがったほどである。その78歳の老首相を捉え、ムザムザと虐殺をあえてせる行為実に憎むべきであると同時に、あくまでも堂々として、大政治家としての態度を失せず、死にいたるまで大いに邦家のために戦いて戦いぬける老首相の最期ほど尊敬すべく、また同情に値するものはない。
いかに現代政治の腐敗を痛論するものといえども、犬養首相の清節を疑ったものは1人もない。またいかに他人を誹謗するをもって能事とする人々も、犬養首相の識見と力量と、しかして時局匡救の誠意とを疑ったものはない。その老首相を、政治の改革に藉口して虐殺しさるにいたっては、かれらは、国家を混乱潰滅に導くほか、なんの目的なきものと断ぜざるをえない。
かつて原首相は、東京駅頭に斃れた。また浜口首相は、同じ東京駅頭に傷ついた。いずれも一国の首相であり、いずれも政策に対する誤解のために過まられたことは同じであるが、今回のごとく、首相官邸に多数押し入り、別に懐抱せられたる政治的目的の犠牲として、虐殺の厄に会える老首相ほど悼ましくも悲しきものはない。
昨日まで矍鑠として邦家の重きを担当せる老首相今や亡し、真に痛惜のいたりである。—菊竹六鼓、昭和7年5月16日福岡日日新聞夕刊　5月17日付
『あえて国民の覚悟を促す』 

頻々たる暗殺の連続として、犬養首相が、ついに陸海軍人の一団のために兇手に斃れたことは、われわれが、国民とともに真に悲憤痛恨に堪えざるところである。
日本においては、今日まで、首相その他、顕要大官の遭難けっして珍しいことではない。しかし、今日までの事件は、いずれもいわゆる暗殺の範囲を脱せざるものであって、不逞の徒が、あるいは停車場に、あるいは第宅の出入、その他途上等において、すきをうかがって兇行をあえてしたものであるが、今回の事件は、白昼公然として首相官邸に押し入り、しかも陸海軍将校等隊をくんで兇行に及びたりといえば、暗殺というよりも一種の虐殺であり、虐殺というよりも革命の予備運動として、これを行なったものとみなければならぬ。それは単に首相官邸のみならず、牧野内大臣邸、警視庁、日本銀行、政友会本部等にまで、同様の兇行が加えられた事実に徴しても、そういうことができる。この意味において、事件は真に重大である。
昨年来、軍人間に政治を論じ革命をうんぬんするものあり、事態容易ならずとは、われわれがしばしば耳にせるところであった。しかし、われわれは断じてそれを信じなかった。軍隊および軍人が政治に容喙することは、ただちに軍隊および軍人の潰乱頽廃を意味するものであり、ローマ、ギリシャの昔を論ずるまでもなく、日本においても史上の事実を歴々として指摘すべく、その間の事実に鑑みたまい、明治大帝が、軍人に対する勅諭において「兵力の消長は是国運の盛衰なることを弁へ世論に惑はず政治に拘はらず」と戒められたるその大精神は、日本軍隊と軍人との間に徹底し、いやしくもそれに違背し奉るがごとき不逞の徒ありて、日本国軍の拠って立つ精神的基礎に斧鉞を加えんとするがごときことは、ありうべからずと思われたのみならず、上官の命は朕が命と思えと宣いたるその精神を一貫して、命令と服従との縦の関係においてのみ、日本国軍は厳粛にして尊貴なる存在であり、もし、軍隊と軍人の間に、政治を論じ、時事を語りて、あるいは少壮佐尉官、あるいは下士というがごとく、横の関係がいったん発生するにおいては、帝政末期、革命当時のロシアにおけるがごとく、ついにその風潮が一般兵士間に浸潤し、軍隊と軍人とは豺狼よりも嫌悪すべき存在となり、国軍まず自ら崩潰することは必然である。
この間の消息は、わが軍隊と軍人との間に遺憾なく了解せられたるところであって、いやしくも軍人中より、時局に対して不穏の行動に及ぶものを出だすがごとき、とうていありうべからず、と推察したためである。
しかし、不幸にしてわれわれの所信は裏切られた。陸海軍人が首相官邸に押し入りて老首相を虐殺せるにいたっては、実に言語道断のさたといわねばならぬ。この事件がいかなる計画と組織とのもとに行なわれたか、その詳細は、後日のとり調べをまたねばならぬけれども、霜を踏んで堅氷至る。すでにその歴々たる徴候を示せる以上、軍部首脳者はもちろん、真に軍人として、国軍の中心として邦家皇国の重きに任ぜんとする人々が、まず国軍の健全なる存在のために、この間粛然として相戒むるところあらんことを望まなばならぬ。
同時にわれわれは、全国民に対し、この危急存亡の秋に際し、毅然としてその進退を過まることなく、中外に向って、その政治的国民としての識見と判断との公明を示し、今回のごとき不祥なる事件の善後を策して、寸毫の遺憾なからんことを望むものである。
何人も知るごとく、近来右傾的運動の勃発に乗じ、左傾運動者輩が、国家民族の仮面をかむり、ファッショという流行語を仮り来たりて、ややもすれば国民を煽動せんとするあり。あるいは政治的野心家輩が、その政権欲を遂げんがために、陛下の軍隊と軍人とに誘惑の手を延ばさんとするあり。薫蕕を甄別し、玉石を分かつこと必ずしも容易ではない。
しかし、国民の進むべき政治的進路は、坦々としてなお国民の眼前に展開されている。それは立憲代議政体である。明治大帝が、不磨の大典として、われわれ国民に遺したまえる帝国憲法の規定する政治様式そのものである。何人といえども、今日の議会、今日の政治、今日の選挙、今日の政治家に満足するものはない。そこに多くの腐敗があり、欠陥があり、不備不足があることは事実である。
にもかかわらず、ゆえにわれわれは、ただちに独裁政治に還えらねばならぬという理由はない。ファッショ運動に訴えねばならぬという理由はない。独裁政治が、今日以上の幸福を国民に与うべしと想像しうべき寸毫の根拠もない。ファッショ運動が、日本を救うべし、と信じうべきなんらの根拠もない。
いったい、今日の危急なる情勢を迫出せる実質上の原因がいかなるものであるか、国民心理上の原因がいかなるものであるか、これを日本国内に求むべきものがいくばくであり、国外の影響に求むべきものがいくばくであるか、普選の明白なる失敗がいくばくの影響をわれわれに招来したか、その救治の方策いかん、問題はもちろん簡単ではない。けれどもわれわれの政治的進路は、明白である。これらの過誤欠陥を補正しつつ、立憲代議政体の大道を静かに進むまでである。
しかも今日においてはこの大道を静かに進むことすら、けっして容易ではないようである。ここにおいてわれわれは、あえて政治家といわず、官吏といわず、全国民に対して、一死報国の一大決心をもって粛然としてこの難局に処するの覚悟を要求せねばならぬ。国民に対する挑戦に向っては、断々乎としてこれを排撃するの堅き決心を懐かんことを要求せねばならぬ。—菊竹六鼓、昭和7年5月17日福岡日日新聞朝刊

### 註釈
1. ↑  福岡日日新聞紙面においては、「六皷」（「鼓」の旁が「皮」になっている字体）が使用されていた。西日本シティ銀行・菊竹六皷2011.6.22閲覧
2. ↑  明治初期に菊竹一族は沢潟屋道三郎酒場(経営者菊竹道三郎)として吉井町誌に記載されている。この時代、造り酒屋も酒場と称していた。 吉井町誌編纂委員会 編集『吉井町誌 第二巻』(旧)吉井町発行、1979、P331より。菊竹六鼓の祖父忠左衛門は分家ではあるが、造り酒屋として成功し一代で本家をしのぐ大地主となり様々な事業も手がけた。出典・木村栄文著『六鼓菊竹淳-論説・手記・評伝』葦書房発行、1975年、p444
3. ↑  このとき中央では徳富蘇峰が条約に賛成の論陣を張ってやはり激しい攻撃を受けている-木村『六鼓菊竹淳』、p.478-479
4. ↑  ただし、同じ時期に同じく反軍の論説を張った信濃毎日新聞の同じく主筆である桐生悠々が在郷軍人会などからの攻撃を受けて退社せざるを得なくなったのに比べて、同じように軍関係からの攻撃を受けたにもかかわらず、その後も重用し副社長にまでした福岡日日新聞社の懐が広かったともいえよう-西日本シティ銀行・菊竹六皷2011.6.22閲覧